# Batalla de Höchstädt (1704)
La segunda batalla de Höchstädt, conocida como batalla de Blenheim en la historiografía de algunos países de habla inglesa, fue un enfrentamiento armado que se desarrolló durante la guerra de sucesión española el 13 de agosto de 1704. El pueblo de Blindheim, a orillas del Danubio, está a 16 km al sureste de Donauwörth, en Baviera (Alemania). 
En ella, las fuerzas de la Gran Alianza, formada por Inglaterra, Austria, las Provincias Unidas, Prusia, Dinamarca, Hesse y Hannover, fueron comandadas por el duque de Marlborough y el Príncipe Eugenio de Saboya. Los comandantes de las fuerzas franco-bávaras fueron el Elector de Baviera, el duque de Tallard y el conde de Marsin.
Höchstädt fue una victoria decisiva para el bando aliado, pues supuso la mayor derrota de Francia en 40 años, salvó Viena del ejército franco-bávaro e hizo que Baviera saliese de la guerra. La batalla terminó con el sueño del Rey Sol de dominar Europa, extendiendo su poder de España a los Países Bajos y de Alemania a Italia. Se contaron más de 30 000 bajas tras la batalla.

## Antecedentes
1704 era el cuarto año de la guerra de sucesión española. El anterior, 1703, había traído éxito y grandes victorias al bando francés, particularmente en el Danubio, donde el Mariscal Villars y el Elector de Baviera habían sometido a una amenaza directa a Viena, capital del Imperio, cuya pérdida hubiese sido el fin de la Gran Alianza. Viena se salvó debido al desacuerdo de los dos comandantes, que condujo a que el brillante Mariscal Villars fuese sustituido por el Conde de Marsin, menos dinámico e impulsivo. En 1704, la amenaza se unió a la revuelta húngara del Príncipe Rácóczi, que puso en peligro las posesiones orientales del Imperio, y al riesgo de invasión del norte de Italia por parte del Duque de Vendôme, que contaba con un ejército de 40 000 hombres.
Las únicas fuerzas que estaban disponibles para la defensa de la ciudad eran las del Margrave de Baden, un ejército de 36 000 hombres apostado en las Líneas de Stollhofen para vigilar el avance de Tallard.
Tanto el Conde Wratislaw, embajador del Imperio en Londres, como el Duque de Marlborough se dieron cuenta de la crítica situación en el Danubio."Pretendo," escribió el Duque el 29 de abril desde La Haya, "marchar con el ejército inglés hacia Coblenza, declarando que nos dirigimos hacia el Mosela. Sin embargo, una vez que esté allí, escribid a las Provincias Unidas advirtiéndoles que estimo altamente necesario para la salvación del Imperio marchar con mis tropas para unirme a las que están en Alemania... y preparar junto al Príncipe Luis de Baden una rápida derrota del Elector de Baviera."
Su plan consistía en unirse a las fuerzas imperiales y destruir el ejército franco-bávaro en el Danubio antes de que los franceses recibiesen los refuerzos del Duque de Tallard. Sin embargo, esta estrategia requería discreción, por lo que Marlborough también dijo a sus aliados holandeses que se dirigía al valle del Mosela. Esta precaución era necesaria para poder retirarse a tiempo en caso de que el Mariscal Villeroi, comandante francés en los Países Bajos españoles, preparase un ataque con su ejército de 46 000 hombres.

## Preludio

### Marcha hacia el Danubio
"Una oruga escarlata, sobre la que todas las miradas se posaron, comenzó a arrastrarse incesantemente por el mapa de Europa, llevando consigo el destino de toda la guerra." – Winston Churchill

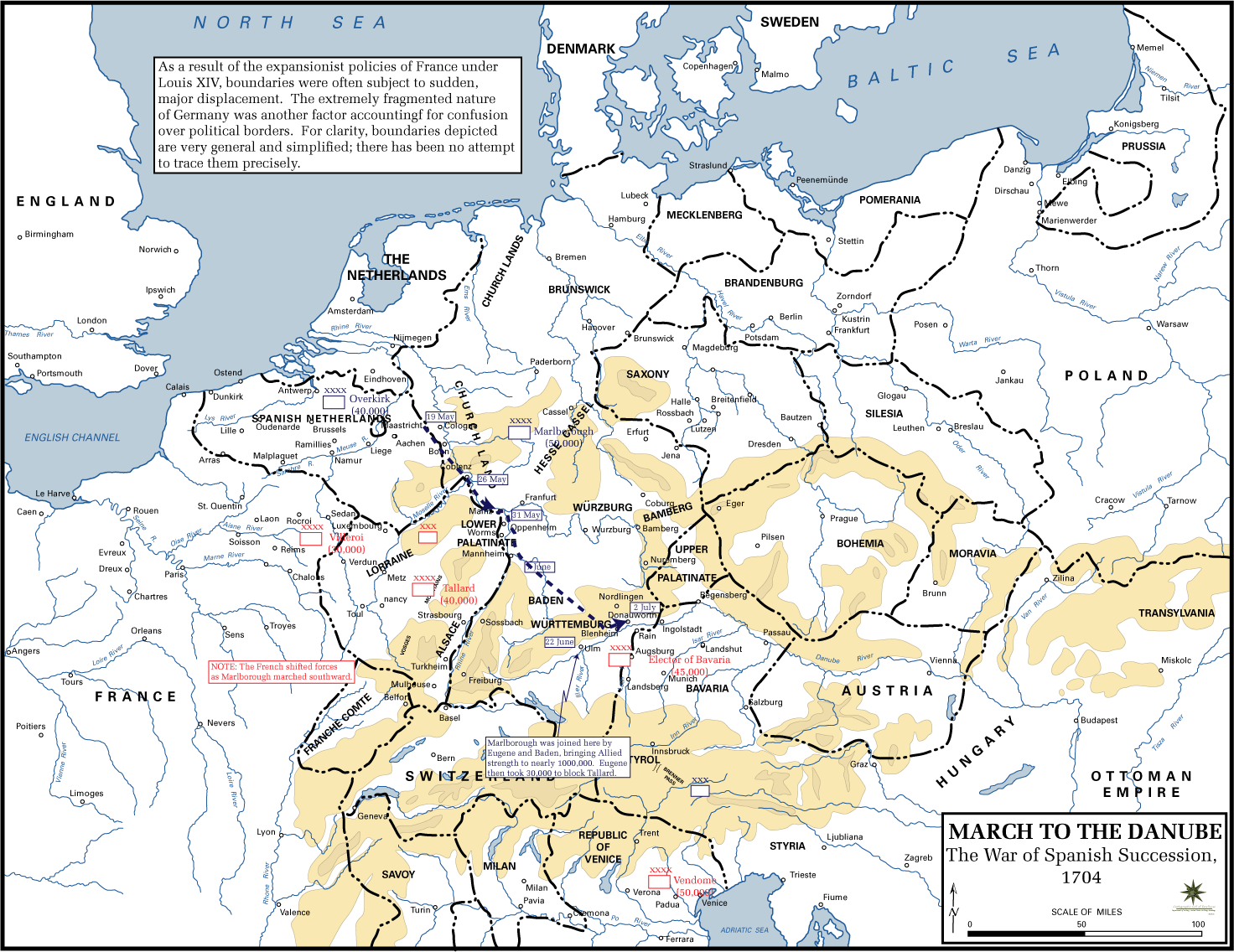
La marcha del Duque de Marlborough desde Bedburg hasta el Danubio, 1704. Fue una verdadera hazaña realizar este largo viaje sin apenas sufrir pérdidas en el camino, gracias a la previsión, la estrategia y la habilidad de mantener un secreto.

La marcha comenzó en Bedburg, en los Países Bajos españoles, el 19 de mayo. El ejército (reunido por el General Charles Churchill, hermano del Duque de Marlborough) consistía de 66 escuadrones, 31 batallones y 38 cañones, contando con alrededor de 21 000 hombres, de los cuales 14 000 eran tropas británicas. Esta fuerza recibió considerables refuerzos en su camino, de tal manera que cuando Marlborough llegó al Danubio, alcanzaba la cifra de 40 000 hombres (distribuidos en 47 batallones y 88 escuadrones). Mientras tanto, el General Overkirk mantuvo una posición defensiva en las Provincias Unidas aunque el Duque no temía por su seguridad, asumiendo que los franceses seguirían su marcha antes que preparar una invasión a los Países Bajos. Finalmente, Marlborough tenía razón; Villeroi le siguió la pista con un ejército de 30 000 hombres agrupados en 60 escuadrones y 42 batallones y disipó el temor de los holandeses de una invasión francesa.

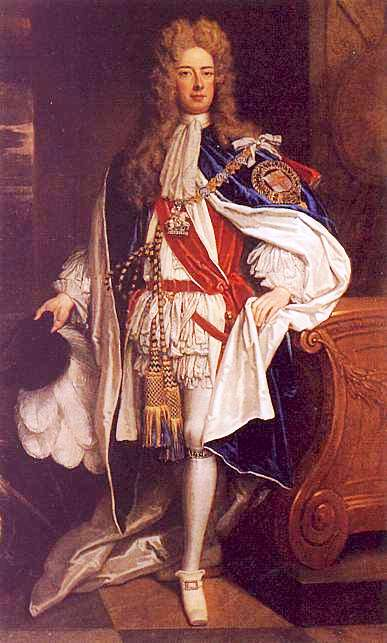
El Duque de Marlborough (1650–1722) por Sir Goedfry Kneller. Su marcha de 400 km para impedir que Viena cayese en manos enemigas fue una obra maestra de meticulosidad, organización y engaño.

Mientras que los preparativos de los aliados estaban cada vez más avanzados, los franceses hacían estragos para mantener la posición y suministrar al ejército del Conde de Marsin. Estas fuerzas, junto con las tropas del Elector de Baviera, habían participado en varios conflictos armados al ejército imperial del Margrave de Baden y estaban de algún modo aisladas de Francia, cuyas líneas de comunicación atravesaban la abrupta Selva Negra. No obstante, el duque de Tallard llegó el 14 de mayo con 10 000 hombres de refuerzo y gran cantidad de víveres y munición, habiendo atravesado el adverso terreno y evitado al Barón Thüngen, un general imperial encargado de bloquear su camino. Tras esto, Tallard regresó al valle del Rin con su ejército personal, de nuevo superando los esfuerzos de Thüngen para frenarle. Esta operación fue un destacado logro militar.
Las noticias de la brillante marcha de Tallard llegaron a Marlborough hacia el 23 de mayo, que llegó a Coblenza tres días después y ordenó a sus tropas que cruzasen el Rin para ser reforzadas por un ejército de 5000 prusianos y hanoverianos. Villeroi enseguida comprendió que el verdadero objetivo del Duque no era el Mosela, pero los franceses barajaron otra posibilidad – una incursión aliada en Alsacia y un ataque a la ciudad de Estrasburgo.
Ante esta situación, Marlborough fomentó habilidosamente este recelo, pues ordenó construir puentes sobre el Rin en Philippsburg, un ardid que empujó al mariscal Villeroi a acudir en ayuda de Tallard para la defensa de Alsacia. Por ello, el duque continuó su marcha y alcanzó el río Neckar en Heidelberg, donde se le unió un contingente de 14 000 soldados daneses y prusianos.
Por entonces el tiempo empeoró, haciendo que todos los caminos se embarrasen, pero Tallard y Villeroi todavía no se habían dado cuenta de las verdaderas intenciones del Duque – la marcha hacia el Danubio. Marlborough cruzó el Neckar cerca del pequeño pueblo de Heilbronn y se encontró por primera vez con el Príncipe Eugenio. Esta reunión, auspiciada por el Conde Wratislaw, se produjo en la ciudad de Mindelheim el 10 de junio. Hacia el 13 de junio, se unieron al ejército aliado las tropas imperiales del Margrave de Baden.

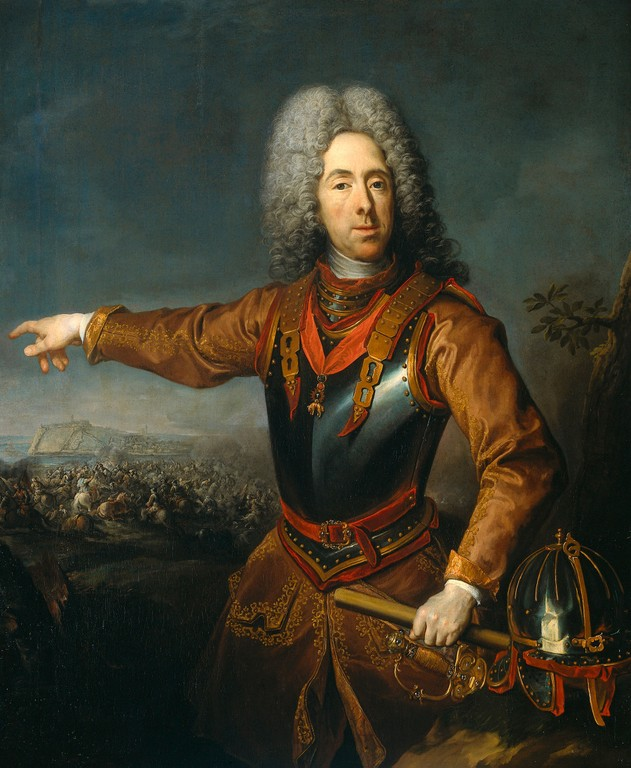
El Príncipe Eugenio de Saboya (1663–1736) por Jacob van Schuppen. El Príncipe llegó al cuartel general de Marlborough en Mindelheim el 10 de junio de 1704 y participó en todas las grandes batallas de la guerra salvo en la de Ramillies (1706).

### Estrategia
Los tres comandantes lideraban un ejército que rondaba los 110 000 hombres, y se decidió que Eugenio se dirigiese a las líneas de Stollhofen con una fuerza de 28 000 hombres, para vigilar los movimientos de Tallard y Villeroi. Mientras tanto, Marlborough y Baden continuarían hacia el Danubio con 80 000 tropas, dispuestos a enfrentarse al ejército franco-bávaro antes de que recibiese los refuerzos del duque de Tallard. Por entonces, Tallard y Villeroi conocían perfectamente el destino de Marlborough. Los mariscales franceses se reunieron en Landau (Alsacia) para preparar rápidamente un plan de ataque que salvase Baviera, pero las rígidas normas francesas exigían que cualquier variación de las directrices iniciales debía ser aprobada por Versalles. El conde de Mérode-Westerloo, comandante de las tropas flamencas del ejército de Tallard, escribió – "Inexplicablemente, retrasamos demasiado nuestra marcha de Alsacia."
La aprobación del Rey Sol llegó el 27 de junio. El Duque de Tallard debía unirse al ejército del elector y del conde de Marsin con 40 batallones y 50 escuadrones, atravesando la Selva Negra. Por su parte, Villeroi debía atacar a las tropas aliadas que se habían posicionado en las Líneas de Stollhofen, dejando al Teniente General Coignies a cargo de Alsacia con un ejército de 8000 hombres. El 1 de julio, Tallard inició su propia marcha hacia el Danubio con un contingente de 35 000 soldados.
En el otro bando, las fuerzas aliadas de Marlborough recibieron más ayuda militar del Imperio el 22 de junio en Launsheim. Estas tropas quedaban bajo la comandancia de Baden. El elector y el conde de Marsin, conscientes de su inferioridad numérica con tan solo 40 000 hombres, establecieron su campamento en Dillingen, sobre el Danubio (el duque no podía atacar esta ciudad, pues carecía de armamento de asedio).
Sin embargo, el ejército aliado necesitaba una base para el almacenamiento de víveres y munición, así como un buen paso sobre el Danubio. Por ello, Marlborough atacó el 2 de julio el estratégico fuerte de Schellenberg, sobre la ciudad de Donauwörth. El conde d’Arco fue enviado desde Dillingen con 12 000 hombres para proteger la ciudad y la colina de Schellenberg pero, tras una feroz y sangrienta batalla que causó un gran número de bajas en ambos bandos, el fuerte cayó y Donauwörth pasó a manos de la Gran Alianza. El elector, viendo que su posición dejaba de ser segura, se retiró y fijó su campamento en la ciudad amurallada de Augsburgo.
El avance de Tallard hacia el elector estaba siendo muy lento – muchas de sus monturas sufrían de muermo y había una gran dificultad en los puertos de montaña para pasar los 8000 carros de provisiones. Además, el mariscal insistió en asediar la pequeña ciudad de Villingen durante seis días (16- 22 de julio), que finalmente abandonaron dada la proximidad del ejército del príncipe Eugenio.
El 14 de julio, el elector recibió la noticia de que el duque de Tallard se dirigía a Augsburgo con refuerzos a través de la Selva Negra. Esto reforzó la actitud pasiva de Maximiliano, esperando a que llegasen los refuerzos para entrar en combate con el ejército aliado. No obstante, esta reticencia indujo a Marlboroguh a iniciar la controvertida política de devastar Baviera, quemando aldeas y cultivos, decidido a enfrentarse a las tropas franco-bávaras antes de la llegada de Tallard con refuerzos y provisiones.
Este expolio, unido al duro asedio de Rain (9-16 de julio), disgustó al príncipe Eugenio – "... desde la operación de Donauwörth no puedo admirar sus acciones." – aunque comprendía sus causas – "Si [Marlborough] hubiese vuelto a su patria sin alcanzar su objetivo, ese habría sido su fin." A pesar de la polémica suscitada, el duque consiguió interponerse entre Viena y el ejército franco-bávaro.

### Posicionamiento final

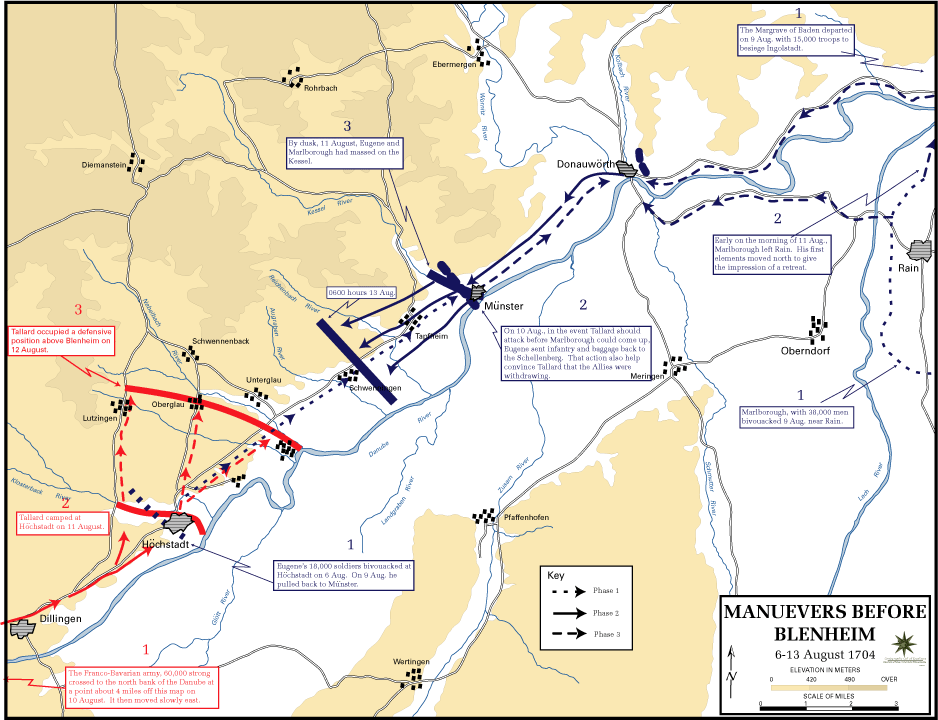
Maniobras anteriores a la batalla (9-13 de agosto)

El mariscal Tallard llegó finalmente a Ulm con su ejército de 34 000 hombres para unirse al ejército del Elector y del conde de Marsin el 5 de agosto en Augsburgo (sin embargo, no estaba de acuerdo con la actitud pasiva de Maximiliano ante el expolio de Baviera). Ese mismo día, el príncipe Eugenio alcanzó Höchstädt, encontrándose con Marlborough en el cercano pueblo de Schrobenhausen.
De nuevo, el ejército aliado de Marlborough necesitaba un buen punto de cruce sobre el Danubio, en caso de que Donauwörth cayese en manos enemigas. Por ello, Baden fue enviado con sus 15 000 tropas imperiales a asediar la ciudad de Ingolstadt (el resto de su ejército acudió en calidad de refuerzos dos días más tarde). El Duque no confiaba en que el Margrave fuese capaz de tomar la ciudad, pues estaba seguro de que el Elector saldría de su refugio y acudiría a salvar la ciudad. Esto era una buena oportunidad para que Marlborough y Saboya se lograsen deshacer de su incómodo compañero.
Con el Príncipe Eugenio en Höchstädt y Marlborough en Rain, el duque de Tallard y el elector tenían que decidir su próximo movimiento. El Mariscal prefería esperar a recibir nuevas provisiones y a las frías semanas del otoño que dificultarían el desarrollo de la campaña aliada; mientras que los otros dos comandantes querían realizar un ataque inminente que causase un rápido desenlace. Finalmente, los líderes franco-bávaros planearon un enfrentamiento contra el ejército de Eugenio, menor que las fuerzas de los otros generales.
El 10 de agosto, Saboya envió un urgente despacho a Marlborough en el que le indicaba que huía a Donauwörth – "El enemigo ha iniciado su marcha. Es casi seguro que todo su ejército ha cruzado el Danubio en Lauingen… las llanuras de Dillingen están llenas de tropas. Todo depende de la rapidez con la que consigáis iniciar una maniobra y uniros a mí, aunque temo que sea demasiado tarde." 
Gracias a una serie de brillantes movimientos, Marlborough concentró todo su ejército en Donauwörth y se encontró con el ejército del Príncipe al mediodía del día siguiente. Los comandantes trasladaron sus fuerzas combinadas a Munster, muy cerca del campamento francés.
El 12 de agosto, el ejército del elector acampó en el río Nebel, a las afueras de Blindheim. Esta fuerza, que consistía en 56 000 hombres y 90 cañones, superaba ampliamente a las tropas aliadas, 52 000 hombres y 60 cañones. Marlborough y Saboya estaban decididos a atacar antes de que el enemigo pudiese organizarse, pero debido a la caída de la noche el enfrentamiento no se produjo hasta el 13 de agosto.

## La batalla

### Campo de batalla
El campo de batalla se extendía a lo largo de 7 kilómetros. El Danubio limitaba el flanco derecho del ejército franco-bávaro, y el izquierdo se topaba con los bosques coníferos de Suabia. El Nebel, cuyas cenagosas riberas sólo se podían vadear en algunas ocasiones, delimitaba la primera línea francesa.
Entre Blindheim, situado en la confluencia del Nebel y el Danubio, y el pueblo de Oberglau los campos de trigo se acababan de segar y eran idóneos para el despliegue de las tropas. Sin embargo, el terreno entre Oberglau y la aldea de Lutzingen estaba lleno de matorrales y zarzas, haciendo muy difícil el avance de los contendientes.

### Planes aliados
A las 2.00 del 13 de agosto, 40 escuadrones avanzaron hacia el enemigo, siendo seguidos a la 3:00 por el resto del ejército aliado, que se abría paso a través de los bosques de Kessel. A las 6:00, las fuerzas se concentraron en Schwenningen, donde Marlborough y Saboya remataron sus planes.
Los comandantes aliados decidieron que Marlborough estaría al mando de las 36 000 tropas que atacarían el flanco izquierdo, en el que se encontraba el ejército de Tallard defendiendo el puesto de Blindheim, que debía ser capturado. Mientras tanto, el Príncipe Eugenio, con 16 000 hombres, haría una ofensiva contra el ejército del Elector y del Conde de Marsin, en el flanco derecho. Al mismo tiempo que el ataque de Saboya, el Teniente General Cutts se dirigiría a Blindheim, permitiendo que Marlborough cruzase el Nebel y diese un golpe mortal al enemigo en su centro. Sin embargo, esta brillante maniobra requería un gran concierto en los movimientos de los aliados.

### Maniobras iniciales

Posición de las tropas al mediodía del 13 de agosto. Marlborough tomó el control del ala izquierda del ejército, haciéndose cargo de los ataques a Blindheim y Oberglau, mientras Saboya se puso al frente del ala derecha que atacaría la villa de Lutzingen.

Poco después de las 7:00, Marlborough se aproximó al Nebel para elegir un buen punto de cruce; se prepararon pontones y se cortaron ramas para facilitar el paso. A las 8:00, la artillería francesa abrió fuego y fue rápidamente contestada por las baterías del Coronel Blood.
A las 9:00, los comandantes franco-bávaros subieron al campanario de la iglesia de Blindheim para ultimar su estrategia. No obstante, no se pusieron de acuerdo sobre cómo utilizar el Nebel, la táctica de Tallard —a la que se oponían fervientemente el conde de Marsin y el príncipe elector— consistía en atraer a las tropas aliadas, descargando después su caballería sobre ellos. Esto causaría un gran pánico y confusión, por lo que los soldados enemigos, inmovilizados en las ciénagas, perecerían en el fuego cruzado de Blindheim y Oberglau. Esta estrategia requería un cronometraje perfecto: si la caballería llegaba demasiado tarde, no se podría desorganizar al enemigo y se desaprovecharía este obstáculo natural.
El marqués de Maffei desplegó cinco batallones y 16 cañones en torno a Lutzingen, y otros siete, capitaneados por el marqués de Rozel, entraron en juego desde los bosques colindantes. Entre Lutzingen y Oberglau, el Elector colocó 27 escuadrones de caballería: El conde d’Arco se puso al mando de 14 escuadrones bávaros y se le encomendaron otros 13 al conde de Wolframsdorf, que debían servir como reserva. A su derecha se encontraban las tropas francesas del conde de Marsin, que sumaban 40 escuadrones y 12 batallones. La defensa de Oberglau consistía en 14 batallones de infantería, a cargo del marqués de Blainville (entre los que se encontraban los famosos mercenarios irlandeses Ocas salvajes) y seis baterías de cañones.
.

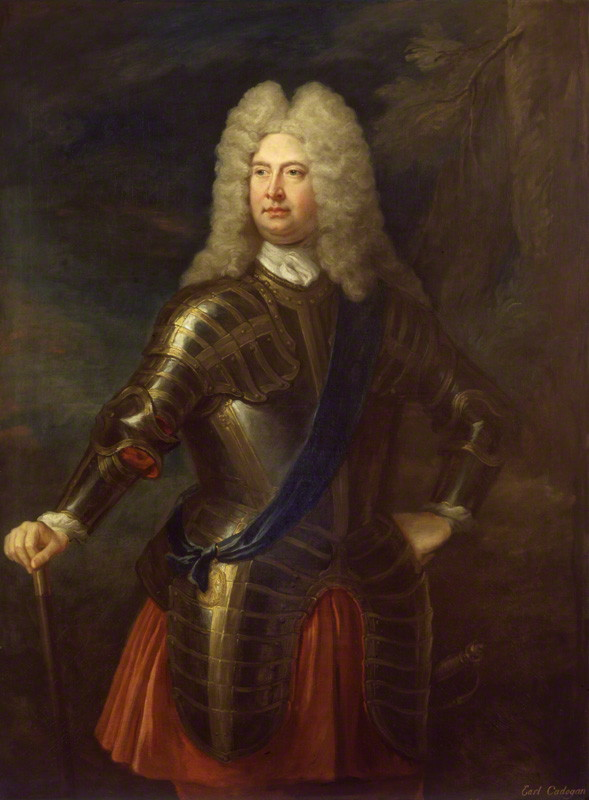
El conde de Cadogan (1675–1726) por Louis Laguerre. Marlborough nombró a Cadogan oficial de intendencia del ejército aliado y fue, de facto, jefe de su Estado Mayor

A su derecha se apostaban las fuerzas del Mariscal Tallard, 64 escuadrones de tropas francesas y valonas respaldados por nueve batallones. En los campos de trigo de Blindheim tenían su posición los tres batallones del Régiment du Roi. El marqués de Clérambault se encargó de las defensas del pueblo, que contaba con nueve batallones y con las reservas del conde de Hautefille (11 batallones de infantería y 12 escuadrones de dragones), que esperaban en la retaguardia.

### Flanco derecho
Se esperaba que Saboya estuviese en posición a las 11:00, pero se retrasó debido al mal estado del terreno y al progresivo fuego enemigo. Poco después del mediodía, el coronel Cadogan informó a Marlborough de que la infantería prusiana y danesa del príncipe había ocupado sus puestos, por lo que se ordenó la carga. A las 13:00, Lord Cutts recibió la orden de atacar Blindheim al tiempo que Saboya asaltase la villa de Lutzingen en el flanco derecho aliado.
Cutts se puso al frente de las brigadas del general Rowe, apoyado por las tropas británicas del Coronel Ferguson en su flanco izquierdo. Las defensas francesas de Blindheim, apoyadas por numerosos dragones, abrieron fuego cuando los aliados estaban a menos de 30 metros de sus barricadas. Estas continuas descargas forzaron la retirada de los británicos hacia el Nebel e infligieron serios daños en las tropas, entre cuyas bajas se contó al general Rowe. En este momento, ocho escuadrones de gens d’armes de élite (Unidades de Gendarmes de Infantería), comandados por el conde von Zurlauben, cargaron sobre los ingleses. No obstante, la segunda línea aliada, tropas de Hesse, se mantuvieron firmes y rechazaron a los gens d’armes, permitiendo organizar una nueva ofensiva.

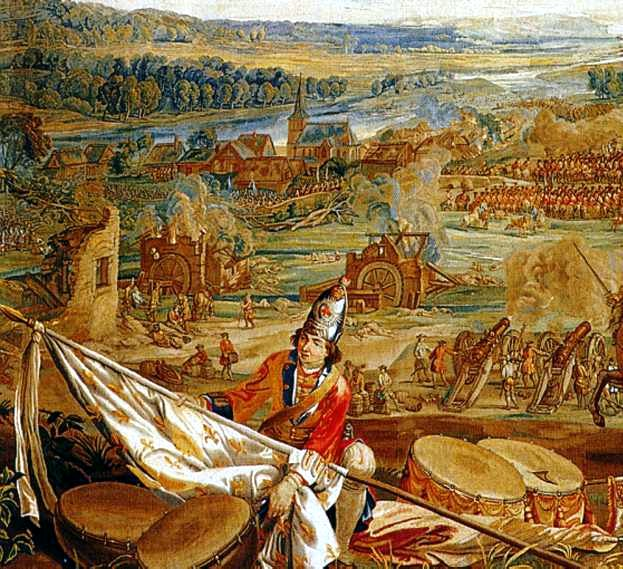
Detalle del tapiz flamenco de la batalla que se conserva en el Palacio de Blenheim. Se pueden observar los molinos de agua que Rowe tuvo que conquistar para obtener una cabeza de puente sobre el Nebel. En primer término destaca un granadero británico capturando un estandarte francés.

A pesar de que las defensas francesas rechazaron de nuevo el ataque aliado, estas permanentes ofensivas sobre Blindheim dieron finalmente sus frutos. Clérambault se dejó llevar por el pánico y cometió el mayor error de la batalla, ya que ordenó que los batallones de reserva que descendiesen al pueblo sin consultar a Tallard. Esto afectó directamente a las posiciones franco-bávaras, puesto que debilitó los otros frentes y anuló la superioridad numérica francesa (había un límite de espacio para cargar y disparar los mosquetones, por lo que un mayor número de soldados resultaba inútil). En cuanto Marlborough se dio cuenta de este error, ordenó a Cutts que contuviese al enemigo en Blindheim; no más de 5000 hombres aliados consiguieron eliminar a más del doble de dragones y granaderos enemigos, encerrados en el pueblo. El Duque había asegurado el flanco izquierdo.

### Flanco izquierdo
"...El Príncipe Eugenio con sus tropas imperiales fue rechazado tres veces, teniendo que retroceder hasta los bosques, y sufrió una verdadera carnicería." – Mérode-Westerloo.
En el ala izquierda del ejército aliado, las tropas danesas y prusianas de Saboya luchaban desesperadamente contra las tropas del Elector y de Marsin, que gozaban de una abrumadora superioridad numérica. El Príncipe de Anhalt-Dessau dirigía los continuos ataques a Lutzingen, un puesto muy bien fortificado. Cada vez que la infantería cruzaba el arroyo, se enfrentaban cuerpo a cuerpo con las tropas de Maffei y recibían las salvas de los efectivos cañones bávaros. A pesar de las numerosas bajas, los prusianos intentaron asaltar las baterías enemigas, mientras que los soldados daneses del Conde de Scholten hacían tentativas de expulsar a la infantería francesa de las arboledas previas a Lutzingen.
Como la infantería estaba ocupada haciendo frente a las primeras líneas bávaras, la caballería de Saboya avanzó más allá del Nebel bajo el mando del príncipe de Hannover. A pesar del éxito inicial, el ataque fue rechazado por la sólida caballería de Marsin y tuvieron que retroceder de nuevo. Sin apoyo alguno, la infantería aliada tuvo que ceder posiciones y situarse de nuevo tras el Nebel (el liderazgo de Saboya y del Príncipe de Hannover impidió que se produjese una huida). Después de reorganizar las tropas, el príncipe Eugenio preparó un nuevo ataque que obtuvo los mismos resultados que el anterior. Cada vez que las tropas imperiales avanzaban, volvían a ser rechazadas, por lo que Saboya comprendió que todo lo que podía hacer era contener al enemigo hasta que Marlborough consiguiese abrir una brecha en las líneas franco-bávaras.

### Centro
"...avanzaban sobre las ciénagas del Nebel tan presto como se lo permitía la precariedad del terreno." – Josias Sanby, capellán personal de Marlborough.
Mientras avanzaba la batalla, Marlborough realizaba los preparativos para cruzar el Nebel. El centro del ejército aliado, comandado por el general Charles Churchill, consistía de 28 batallones de infantería agrupados en dos líneas: siete al frente para asegurar una posición más allá del arroyo y once en la retaguardia para proteger a los anteriores. Entre los dos bloques de infantería se colocaron 71 escuadrones de caballería. La primera línea de soldados a pie debía cruzar el Nebel y marchar hasta una posición conveniente, para facilitar el paso de la caballería, que ocuparía después la primera línea del ataque.
El duque finalmente ordenó que la formación avanzase. De nuevo cargaron los gens d’armes de Zurlauben, con la intención de barrer la caballería británica del Vizconde de Lumley, que unía las tropas que atacaban Blindheim capitaneadas por Lord Cutts con la infantería de Churchill. Sin embargo, cinco escuadrones ingleses del coronel Palms hicieron frente a la caballería de élite y rechazaron su ataque. Esta situación provocó una gran confusión en las tropas francesas, que se refleja en la reacción del Elector– "¿Cómo? ¿Es cierto lo que veo? ¡Los caballeros de Francia huyen!"
Tallard se alarmó ante el estado de este frente y pidió al conde de Marsin que le enviase refuerzos. Este último se negó alegando que los necesitaba para hacer frente al duro avance de Saboya, dejando al Mariscal con tan solo nueve batallones de infantería. El valiente Zurlauben realizó más ataques, con el fin de impedir que los aliados formasen en su rivera del Nebel, pero no surtieron efecto. Durante uno de estos intentos, el propio Zurlauben cayó herido y murió dos días más tarde.
Era evidente que, antes de que Marlborough preparase su ataque, se debían reforzar las defensas de Oberglau (el pueblo se encontraba justo en frente del ala izquierda de las tropas del general Churchill, por lo que estaba altamente expuesta a ser asediada). El príncipe de Holstein-Beck recibió el encargo de tomar el pueblo. Sin embargo, las dos brigadas neerlandesas que capitaneaba fueron barridas por tropas francesas e irlandesas, siendo herido de muerte durante el combate. Tallard escribió más tarde – "En ese momento, recuperé la esperanza de la victoria." Si se aniquilaba por completo la columna holandesa, el ejército aliado se rompería en dos; el flanco de Saboya quedaría aislado del ala de Marlborough, otorgando una gran ventaja a las tropas franco-bávaras, unidas a lo largo de toda la llanura. El duque, que ya había cruzado el Nebel, ordenó a los batallones alemanes del general Pulsen que respaldasen a las malogradas brigadas neerlandesas. El conde de Fugger y su brigada de coraceros también fueron enviados como refuerzos para rechazar el ataque de la caballería de Marsin. La reforzada infantería holandesa, que contaba asimismo con el apoyo de las baterías del coronel Blood, recibió la orden de empujar a las tropas de Marsin de nuevo a Oberglau y sostenerlas dentro. Esta violenta lucha causó numerosas bajas, entre las que se encontraba el marqués de Blainville, encargado de la defensa de la villa.

### Recta final

Recta final: posición de los beligerantes a las 17.30. La escasa infantería francesa en el frente central fue diezmada por las poderosas baterías aliadas, que utilizaban balas de metralla.

"Los soldados [franceses] permanecían en la pose más marcial y el más estricto orden que jamás he visto, esperando a que les llegase su turno." – Lord Orkney.
Hacia las 16:00, el ejército aliado tenía Blindhiem y Oberglau sometidas a asedio, y en el frente central se enfrentaba con 81 escuadrones y 28 batallones a las debilitadas tropas franco-bávaras, que sólo contaban con 64 escuadrones y nueve batallones.
A las 17:00, la caballería aliada, apoyada por la infantería, avanzó hacia las líneas franco-bávaros. La exhausta caballería francesa se lanzó de nuevo al ataque contra las tropas anglo-escocesas de Lumley en el ala izquierda y las tropas germano-neerlandesas de Hompesch en el ala derecha. Los escuadrones de Tallard, que carecían de infantería de apoyo, resistieron el avance y consiguieron rechazar a la primera línea aliada. Con la batalla aún sin resolver, Marlborough tuvo que reprender a uno de sus oficiales que intentó abandonar el campo de batalla – "Caballero, ha sufrido un equívoco, el enemigo se encuentra al otro lado..." No obstante, la segunda línea aliada, al mando del Conde de Ost-Friese, inició su carga hacia el centro y aniquiló finalmente a la caballería de Tallard. Los nueve batallones restantes resistiron heroicamente, pereciendo en el intento de bloquear el avance aliado. Mérode-Westerloo recopiló este instante – "[Ellos] iban muriendo hombre a hombre, sin ceder ni un paso de su posición, contando con sus sombras como únicos refuerzos."

Huida y persecución. El mariscal Tallard fue uno de los prisioneros capturados. No obstante, el duque de Marlborough reconoció su posición y le ofreció viajar en su propio carruaje. Durante la huida, más de 3000 soldados franco-bávaros murieron ahogados en el Danubio.

La mayoría de las tropas de Tallard intentaban huir a Höchstädt, pero muchos de ellos no alcanzaron su destino, bien muriendo ahogados en el Danubio (como ocurrió con 3000 jinetes franceses) o bien reducidos por la caballería aliada que les perseguía. Tras una serie de negociaciones en el campamento francés y a pesar de las súplicas de sus soldados por resistir, Tallard se decidió a entregarse al ejército aliado, pero fue alcanzado por su guardia personal y huyó hasta Sondersheim. No obstante, un escuadrón de tropas de Hesse interceptó su huida y le rodeó, por lo que el Mariscal se rindió al Coronel Boinenburg, aide-de-camp del Príncipe de Hesse, y fue enviado bajo escolta al campamento de Marlborough.

### Caída de Blindheim
"...nuestros hombres lucharon en el fuego y a través de él... mientras muchos otros se quemaban hasta morir." – Soldado Deane, Regimiento de Granaderos de Su Majestad.
Cuando el ejército de Tallard se retiró, los aliados prepararon un nuevo ataque al baluarte de Lutzingen. Esta vez, sin embargo, los prusianos fueron capaces de destruir las baterías bávaras y, a pesar de su fiera resistencia, mataron cruelmente a sus dotaciones. Además, las tropas danesas vencieron a la infantería francesa en un sangriento combate cuerpo a cuerpo con bayonetas. El Elector y el conde de Marsin finalmente reconocieron que habían sido vencidos y se retiraron junto a los restos del ejército de Tallard (no fue una huida violenta, pues las tropas de Saboya estaban muy cansadas para perseguirles). Con esto, Blindheim quedaba sola ante los aliados, sin ningún apoyo para su defensa.

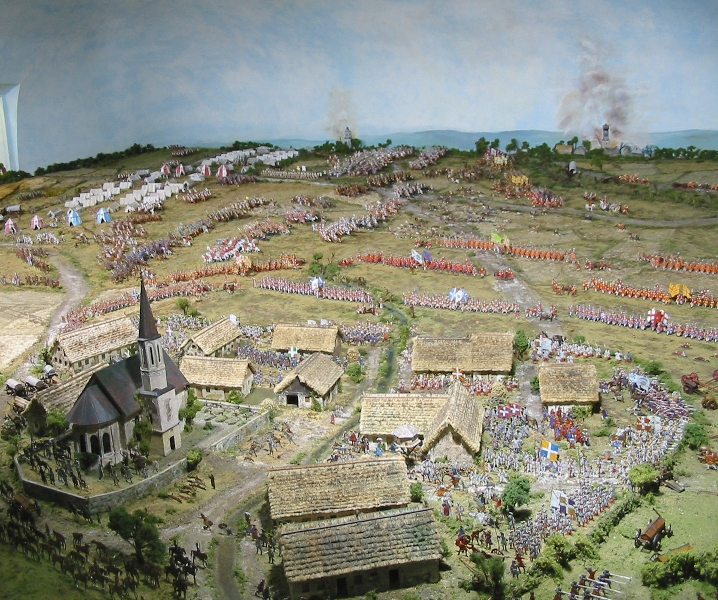
Diorama de la batalla del museo de Höchstädt. En el centro, se puede apreciar el choque entre la caballería aliada y el ejército de Tallard, que huye del campo de batalla. En primer plano, aparecen los fieros combates que se libraron en torno a Blindheim.

La infantería francesa luchó tenazmente a lo largo del día para sostener su posición en Blindheim, pero la decisión de Clérambault de confinar su gigantesca fuerza entre los muros de la villa fue su ruina. Cuando se dio cuenta de su grave error táctico, Clérambault desertó y abandonó a los 27 batallones que defendían la ciudad. Mientras el Marqués intentaba cruzar el Danubio, fue sorprendido por una corriente y murió ahogado.
En un momento dado, Marlborough dejó de prestar atención al enemigo en retirada y se centró en preparar un ataque a Blindheim. Su hermano, el General Charles Churchill, y el conde de Orkney recibieron la orden de dirigir a las tropas asaltantes. Las brigadas británicas de Orkney y los batallones hannoverianos del general St. Paul cargaron hacia el pueblo, desplazándose entre las casas. En un despiadado combate cuerpo a cuerpo, forzaron a los franceses a retroceder hacia la plaza de la Iglesia, en el centro del pueblo. Para aligerar la caída de Blindheim, el duque envió también a los escuadrones de dragones del capitán Ross, pero la mayoría perecieron en el contrataque de los regimientos de Artois y Provenza. El avance aliado era lento y duro, sufriendo tantas bajas como los defensores.
Muchos de los edificios prendieron fuego, lo que hizo que el campo de batalla se cubriese de humo y las tropas perdiesen sus posiciones. No obstante, las ofensivas del Conde de Orkney fueron rechazadas tres veces, por lo que el oficial probó una nueva táctica. Ofreció un alto al fuego temporal para poder sacar a los heridos de las casas en llamas, que aprovechó para convencer al Marqués de Blanzac —que había quedado al mando en la ausencia de Clérambault— de que evitasen un sacrificio humano inútil. El comandante francés aceptó la inevitable derrota, y hacia las 21:00 entregaron sus armas los 10 000 últimos resistentes.

## Consecuencias
Los restos del ejército del Elector, comandados por el conde de Marsin, se dirigieron a Estrasburgo, aunque más de 7000 hombres desertaron durante el camino. A pesar de que se le ofreció continuar siendo el gobernante de Baviera (a cambio de que se uniese al bando imperial), Maximiliano abandonó sus territorios para continuar guerreando contra los aliados desde los Países Bajos españoles. La mayoría de los prisioneros fueron intercambiados entre ambos bandos. No obstante, el duque de Tallard fue encarcelado en Nottingham hasta 1711.
Múnich, Augsburgo, Ingolstadt, Ulm y el resto de Baviera cayeron pronto bajo dominio aliado. El 25 de agosto, Marlborough se encontró con Saboya y Baden para planear sus próximos movimientos. El duque propuso dirigir la campaña al valle del Mosela para trasladar el escenario de la guerra al interior de Francia. Para conseguir este objetivo, era necesario capturar la fortaleza de Landau, sobre el Rin, y asediar las ciudades de Tréveris y Trarbach. Tréveris fue el primer baluarte en caer, el 26 de octubre; el fuerte de Landau lo hizo el 23 de noviembre y la captura de Trarbach el 20 de diciembre puso fin a la campaña aliada de 1704.
El 7 de noviembre se firmó el Tratado de Ilbesheim, por el cual Baviera pasaba a ser administrada por Austria, permitiendo que los Habsburgo utilizasen todos sus recursos para financiar el resto del conflicto. Con Viena a salvo, el Imperio podía permitirse enviar tropas a Italia para reforzar la resistencia frente al duque de Vendôme, y centrar su acción diplomática en solventar la revuelta húngara de Rácóczi. Además, los Príncipes alemanes mostraron un mayor entusiasmo por la campaña de Marlborough, y proliferaron revueltas en Gante y Amberes contra el dominio francés.
El duque regresó a Inglaterra el 14 de diciembre, siendo aclamado como un héroe nacional. En febrero de 1705, la Reina Ana le concedió el Parque de Woodstock (Oxfordshire) y le prometió una renta anual de 240 000 libras para que construyese una grandiosa residencia, como agradecimiento de la Corona a los servicios prestados. El resultado fue el magnífico Palacio de Blenheim, uno de los monumentos más representativos del barroco inglés.
La batalla de Höchstädt constituyó una de las grandes derrotas francesas del reinado de Luis XIV y una de las principales victorias inglesas en el continente desde la batalla de Azincourt, trescientos años atrás (no obstante, hay que subrayar que el grueso de las tropas aliadas no eran británicas). El prestigioso historiador Sir Edward Creasy afirmó que Höchstädt fue una de las principales batallas de la Historia: «Si no hubiese sido por Blenheim, toda Europa habría estado bajo los efectos de una conquista francesa similar a las de Alejandro en extensión y a las de los romanos en permanencia». Winston Churchill, descendiente directo de Marlborough, también reflexionó sobre el alcance de la batalla: «La destrucción de la Armada preservó la existencia de Inglaterra, y la victoria de Blenheim le abrió las puertas del mundo moderno».